# Pseudophistomis
Pseudophistomis is een kevergeslacht uit de familie van de boktorren (Cerambycidae). De wetenschappelijke naam van het geslacht werd voor het eerst geldig gepubliceerd in 1971 door Linsley & Chemsak.

## Soorten
Pseudophistomis is monotypisch en omvat slechts de volgende soort:
- Pseudophistomis pallida (Bates, 1872)